# Rodrigo Figueiredo (Schiedsrichter)
Rodrigo Figueiredo Henrique Correa (* 2. Januar 1983) ist ein brasilianischer Fußballschiedsrichterassistent. Er steht als dieser seit 2013 auf der Liste der FIFA-Schiedsrichter.

## Karriere
Als Assistent begleitete er nebst vielen Partien auf nationaler Ebene unter anderem international nebst Partien auf Klub-Ebene, darunter bei der Klub-Weltmeisterschaft 2018, auch Spiele von Nationalmannschaften. Hierbei war er bei der U-20-Südamerikameisterschaft 2017 und der Copa América 2019 vertreten. Zur Weltmeisterschaft 2022 wurde er ins Aufgebot der Assistenten berufen.